# Johanna Rasmussen
Johanna Maria Baltensberger Rasmussen (* 2. Juli 1983 in Nykøbing Falster) ist eine dänische ehemalige Fußballspielerin. Die Spielerin stand von 2011 bis 2016 beim schwedischen Verein Kristianstads DFF unter Vertrag und spielte bis 2018 für die dänische Nationalmannschaft, deren Mannschaftskapitänin sie eine Zeitlang war.

## Vereine
Rasmussen begann ihre Karriere beim Verein B 1921 in Nykøbing Falster. Von 2002 bis 2007 spielte sie für Fortuna Hjørring, mit dem sie 2003 im Finale des UEFA Women’s Cup stand, das mit 1:4 und 0:3 gegen Umeå IK verloren wurde. Von 2008 bis 2009 spielte Rasmussen für Umeå IK und konnte 2008 die Meisterschaft gewinnen und 2009 das Halbfinale des UEFA Women’s Cup erreichen. 2008 und 2009 erreichte sie mit Umeå das Pokalfinale, verlor dort aber immer gegen Linköpings FC. 2010 folgte ein Engagement bei Atlanta Beat und 2011 bei magicJack in der WPS. Von 2011 bis 2016 spielte sie für Kristianstads DFF, wobei sie 2012 für vier Liga- und ein Pokalspiel an den isländischen Verein Valur Reykjavík ausgeliehen wurde. Zur Saison 2017 wechselte sie zum neuen schwedischen Meister Linköpings FC. Aufgrund einer Kreuzbandverletzung konnte sie in ihrer ersten Saison aber nicht eingesetzt werden. 2018 konnte sie dann in 16 Spielen vier Tore erzielen. Mit Linköping spielte sie dann auch wider in der UEFA Women’s Champions League, hatte aber nur einen Einsatz im Sechzehntelfinale beim 6:1-Auswärtssieg beim ukrainischen Meister Schytlobud-1 Charkiw, wobei sie das fünfte Tor für ihre Mannschaft erzielte.

## Nationalmannschaften
2000 nahm sie mit der U-17-Mannschaft am Nordic Cup teil, bei dem die dänische Mannschaft den 5. Platz belegte. Mit der U-19-Mannschaft nahm sie an der U-18-EM teil, wo Dänemark Dritter wurde, und 2002 an der U-19-EM, bei der Dänemark im Halbfinale ausschied, sowie der U-19-WM, bei der im Viertelfinale gegen den späteren Sieger USA das Aus kam.
Am 17. Oktober 2002 debütierte Rasmussen in einem Spiel gegen Deutschland in der dänischen A-Nationalmannschaft. Sie nahm an den Europameisterschaften 2005, 2009 und 2013 sowie an der Weltmeisterschaft 2007 teil. In bisher 110 Länderspielen erzielte Rasmussen 30 Tore und ist damit fünftbeste Torschützin der Nationalmannschaft. Ihr 100. Länderspiel machte sie am 8. März 2013 beim Algarve-Cup-Gruppenspiel gegen Norwegen.
Im Juli 2013 nahm sie mit der Nationalmannschaft an der EM in Schweden teil, wo sie mit ihrer Mannschaft erst im Halbfinale ausschied.
Im September 2016 qualifizierte sie sich mit ihrer Mannschaft als einer der besten Gruppenzweiten für die Fußball-Europameisterschaft der Frauen 2017, für die sie dann verletzungsbedingt nicht berücksichtigt werden konnte.
Am 28. November 2016 machte sie beim 3:1 im Testspiel gegen Belgien ihr 150. Länderspiel.
Nach Katrine Pedersen und Sanne Troelsgaard Nielsen hat sie die drittmeisten Länderspiele für Dänemark bestritten.

## Erfolge
- Schwedische Meisterin: 2008 (mit Umeå IK), 2017 (mit Linköpings FC, ohne Einsatz)